# روبرت أكوافريسكا
روبيرت أكوافريسكا (بالإيطالية: Robert Acquafresca)‏ (مواليد 11 سبتمبر 1987 في تورينو - إيطاليا) لاعب كرة قدم إيطالي يلعب حاليا لصالح نادي الدرجة الأولى نادي بولونيا الإيطالي في مركز المهاجم.

## النشأة
ولد روبيرت أكوافريسكا لأب وأم بولنديين انضم لشباب تورينو بعمر 6 سنوات.

## تورينو
لعب أكوافريسكا لنادي تورينو الإيطالي في بداياتة لكن المشاكل المالية في نادي تورينو أجبرت نادي تورينو على بيع الكثير من لاعبية عام 2005 وتم بيع أكوافريسكا ضمن كثير من اللاعبين التي تم بيعهم من النادي.

## انتر ميلان
وقع أكوافريسكا للنادي الذي يشجعه من صغرة نادي انتر ميلان وتم بيع نصف بطاقتة لنادي تريفيزيو الإيطالي ليكتسب بعض الخبرة لعب أكوافريسكا في أول موسم موسم 2005 - 2006 8 مباريات فقط ولم يسجل أي هدف، لكن في موسم 2006 -2007 لعب أكوافريسكا 35 مباراة وسجل 11 هدف وهو سجل جيد للاعب شاب أشترى نادي إنتر بقية بطاقة من تريفزيو وأصبح مملوكا لنادي الإنتر.

## كالياري
أشترى نادي الأنتر اللاعب ديفد سوازو وتم بيع نصف بطاقة أكوافريسكا لنادي كالياري ولعب 36 مباراة وسجل 14 هدف.
في 25 يونيو 2008 اشترى نادي إنتر ميلان نصف بطاقة أكوافريسكا مرة أخرى بــ 6 ملايين يورو مما جعل الأنتر نادية الوحيد لكنة عاد مرة أخرى لكالياري على سبيل الإعارة .
في 14 يوليو 2008 صرح أكوافريسكا أنه يحلم بارتداء قميص إنتر ليوم واحد فقط. كما شكر كالياري أنهم سمحوا له اللعب كلاعب كرة القدم وتحقيق إحدى أمنياتة لكنة يريد تحقيق أمنيتة المشتركة بلعب كرة القدم واللعب لنادي انتر ميلان في أحد الأيام . في نفس الموسم سجل أكوافريسكا على نادية انتر ميلان في المباراة التي أقيمت في 13 يناير 2009 على ملعب السان سيرو في الدقيقة 65 من المباراة التي انتهت 1-1.

## جنوى وأتلانتا
في 29 يونيو انتقل أكوافريسكا لجنوى كجزء من صفقة انتقال دييغو ميليتو وتياغو موتا لنادي انتر ميلان كما انتقل هو مع فرانسيسكو بولوزني وليوناردو بونوتشي وريكاردو ميجيوريني لنادي جنوى. ووقع أكوافريسكا للنادي لمدة خمس سنوات وانتقل على الفور لنادي أتلانتا على سبيل الإعارة وانتقل اللاعب سيرجيو فلوكاري لجنوى.
وفي يناير 2010 انتهت إعارة أكوافريسكا مبكرا حيث أن أتلانتا تعاقد مع اللاعب نيكولا أموروزو ولن يعتمد على أكوافريسكا.

## العودة لكالياري
في 1 يوليو 2010 عاد اللاعب لنادية القديم نادي كالياري بعد مفاوضات طويلة على سبيل الإعارة مع أحقية الشراء.
في 22 يونيو أعلن نادي كالياري أنه لن يستخدم البند الذي يتيح له شراء لاعبه أكوافريسكا على الرغم من أنه المهاجم الأول في الفريق الإيطالي منذ رحيل اليساندرو ماتري عن كالياري في يناير 2011.

## بولونيا
في شهر يوليو من عام 2011 انتقل أكوافريسكا على سبيل الإعارة لنادي بولونيا لكن تألق اللاعب دفع النادي لشراءه من نادي جنوى بـ 2 ونص مليون يورو.

## المسيرة مع المنتخبات الوطنية
لعب أكوافريسكا للمنتخبات الإيطالية في الفئات السنية (تحت 17 سنة وتحت 19 سنة وتحت 21 سنة) ، لكن في 2007 حاول المدرب الألماني ليو بينهاكر استدعاء اللاعب لمنتخب بولندا، لكن أكوافريسكا الذي يتحدث لغت بلده الأم اللغة البولندية صرح لصحيفة جازيتا فيبورتشا في 14 مارس 2008 أنه سيعلن قرارة في المستقبل القريب، أعلن أكوافريسكا بعدها رفضه لعرض الأتحاد البولندي لكره القدم للعب في صفوف منتخب بولندا وأنه قرر اللعب لإيطاليا على المستوى الدولي .

## روابط خارجية
- روبرت أكوافريسكا على موقع الاتحاد الدولي (مؤرشف)  (الإنجليزية)
- روبرت أكوافريسكا على موقع قاعدة بيانات كرة القدم.إي يو (الإنجليزية)
- روبرت أكوافريسكا على موقع Soccerway.com (الإنجليزية)
- روبرت أكوافريسكا على موقع عالم كرة القدم.نت (الإنجليزية)
- روبرت أكوافريسكا على موقع كووورة
- روبرت أكوافريسكا على موقع أوليمبيديا (الإنجليزية)
- روبرت أكوافريسكا على موقع AS.com (الإسبانية)